# Burnet Cove
Die Burnet Cove ist eine kleine Bucht an der Nordküste Südgeorgiens. Sie liegt 800 m südwestlich des Mai Point auf der Ostseite der Bucht Maiviken in der Cumberland Bay.
Eine grobe Kartierung nahmen Teilnehmer der Schwedischen Antarktisexpedition (1901–1903) unter der Leitung des Polarforschers Otto Nordenskjöld vor. Neuerliche Vermessungen erfolgten 1929 durch Wissenschaftler der britischen Discovery Investigations und 1951 durch den Falkland Islands Dependencies Survey. Das UK Antarctic Place-Names Committee benannte die Bucht 1955 nach der englischen Bezeichnung Burnet für Pflanzen der Gattung Stachelnüsschen (Acaena), die in der Umgebung der Bucht verbreitet sind.